# Jindřich Skácel
Jindřich Skácel (* 3. listopadu 1979, Prostějov) je bývalý český fotbalový brankář.

## Fotbalová kariéra
V české lize hrál za SK Sigma Olomouc, 1. FK Drnovice a 1. FK Příbram. Nastoupil v 53 ligových utkáních. Šestnáctkrát vychytal nulu. Ve slovenské lize hrál za FK ViOn Zlaté Moravce. V nižších soutěžích hrál i za SC Xaverov Horní Počernice, FC Graffin Vlašim, FK Mutěnice a FC Tescoma Zlín. V evropských pohárech nastoupil v 6 utkáních, mj. ve dvou utkáních Poháru UEFA proti Olympique de Marseille.

## Ligová bilance
| Ročník                          | Zápasy | Góly | Klub                       |
| ------------------------------- | ------ | ---- | -------------------------- |
| Gambrinus liga 1997/98          | 15     | 0    | SK Sigma Olomouc           |
| Gambrinus liga 1998/99          | 16     | 0    | SK Sigma Olomouc           |
| Gambrinus liga 1999/00          | 4      | 0    | SK Sigma Olomouc           |
| 2. česká fotbalová liga 2001/02 | 4      | 0    | SK Sigma Olomouc „B“       |
| Gambrinus liga 2001/02          | 16     | 0    | 1. FK Drnovice             |
| Gambrinus liga 2003/04          | 2      | 0    | 1. FK Příbram              |
| 2. česká fotbalová liga 2005/06 | 3      | 0    | SC Xaverov Horní Počernice |
| 2. česká fotbalová liga 2005/06 | 3      | 0    | 1. FC Brno „B“             |
| 2. česká fotbalová liga 2009/10 | 15     | 0    | FC Tescoma Zlín            |
| 2. česká fotbalová liga 2010/11 | 12     | 0    | FC Tescoma Zlín            |
| CELKEM 1. liga ČR               | 53     | 0    |                            |